# Bunuri mobile din domeniul istorie clasate în patrimoniul cultural național al României aflate în județul Satu Mare
Acestă listă conține bunurile mobile din domeniul istorie clasate în Patrimoniul cultural național al României aflate la momentul clasării în județul Satu Mare.

## Tezaur
| Foto | Informații generale                                                                                       | Detalii tehnice | Descriere | Deținător             | Legături |
| ---- | --- | --- | --- | --------------------- | -------- |
|      | Fotografie portret George Orosz (1817-1872)                                                               | Datare: 1844 Descoperit: jud. SATU MARE, SATU MARE Dimensiuni: L: 22,5 cm; La: 16,5 cm; L fotografie: 12,5 cm; La fotografie: 10,5 cm Material: fotografia este imprimată pe hârtie fotografică fiind apoi lipită pe carton | Fotografia este imprimată pe hârtie fotografică, fiind apoi lipită pe o hârtie cartonată. Imaginea este încercuită cu șase ovale concentrice cu cel din mijloc îngroșat. Ovalele sunt trasate cu cerneală aurie. În partea de jos a cartonului-suport este scris în limba maghiară, cu cerneală aurie, textul „Nagyapya” (Bunicul). Preotul George Orosz este fotografiat așezat pe scaun lângă o măsuță, îmbrăcat în haine preoțești. Pe verso este înscris anul realizării ei (1844) alături de semnătura lui George Orosz și de alte însemnări realizate cu creionul sau cu cerneală albastră, una care oferă informații despre numele și profesia persoanei din fotografie (Oros Gheorghe preot gr.cat. român în Botiz). George Orosz a fost unul dintre primii parohi ai comunității românești din Seini (comitatul Satu Mare). S-a născut în anul 1817 la Satu Mare, fiind hirotonit în 1842. Din anul hirotonisirii până în 1851 a slujit la Seini. În vara anului 1848 a dorit să participe la alegerile pentru Dietă, reprezentând electoratul românesc din cercul Baia Mare. În 1851 a fost silit să părăsească Seiniul și să se mute la parohia din Botiz unde a slujit până la sfârșitul vieții. | Muzeul Județean, Satu | Cimec    |
|      | Calendar cu album Autor: Haraszty Lajos                                                                   | Datare: începutul sec. XX Descoperit: jud. SATU MARE, SATU MARE Dimensiuni: L: 14 cm; La: 8,5 cm Material: hârtie; creion; manuscris; tipăritură | Calendarul a fost tipărit în 1916 și conține datele din 1917, lista sărbătorilor catolice, protestante și pe cele ale confesiunii israelite. De asemenea, mai conține două hărți, una a Imperiului Austro-Ungar și una a Transilvaniei și a României (Vechiului Regat). Atât calendarul cu cele trei liste de sărbători, cât și hărțile sunt tipărite pe hârtie simplă cu cerneală de tipar. Alături de filele tipărite există și file simple, pe care proprietarul a desenat cu creionul negru, iar în unele cazuri chiar cu creionul roșu, peisaje, animale, flori, natură moartă sau chipuri de persoane: femei, bărbați în uniformă militară etc. În partea inferioară a fiecărei file desenată sunt trecute data și localitatea în care a fost realizat desenul, putându-se, astfel, reconstitui traseul parcurs de regimentul din care făcea parte Huraszty Lajos, în timpul primului război mondial. Alături de aceste informații, mai este notat și ceea ce reprezintă desenul respectiv. În total sunt 19 file cu desene, dintre care doar una este desenată față-verso. Coperta albumului este realizată din carton subțire. Pe prima copertă, în partea de sus se observă stemele Imperiului Habsburgic și cea a Ungariei. Sub acestea este textul ”Weihnachten Im Felde 1916”, iar în partea inferioară, se poate citi ”K.u K. Kriegsministerium. / Kriefsfürsorgeamt”. În partea centrală a celei de a doua coperți este tipărit textul ”Buchbinderei / Arnoldselka / Wien V”. Pe prima copertă Huraszty Lajos a notat câteva însemnări, folosind fie cerneală neagră, fie creion chimic, fie creion negru, fie creion roz. | Muzeul Județean, Satu | Cimec    |
|      | Scrisoare de pe front Autor: Haraszty Lajos                                                               | Datare: 1916 Descoperit: jud. SATU MARE, SATU MARE Dimensiuni: L: 20,5 cm; La: 15 cm Material: hârtie; cerneală; manuscris | Scrisoarea este cuprinsă pe patru pagini, scrisă cu cerneală neagră, pe hârtie. În partea dreaptă sus, hârtia conține o ștampilă de culoare plumburie, cu formă patrulateră, partea de sus fiind rotunjită. În registrul central al ștampilei se observă o scenă de luptă, iar dedesubt, între stema Ungariei și a Imperiului Habsburgic, este scris textul „ISONZO – ARMEE / 1915”. Cu siguranță, ștampila a fost realizată în amintirea bătăliei de la Isonzo, unde armata austro-ungară a luptat cu cea italiană. Urmele ștampilei sunt imprimate și pe versoul primei pagini, dar și pe ambele părți ale filei următoare. Scrisoarea este adresată mamei și surorii lui Huraszty Lajos, oferind informații despre atmosfera din tabăra austro-ungară de la Oradea, din 1916, și anume sunt prezentate aspecte ale relațiilor dintre ofițerii cu grade superioare și cei cu grade inferioare, meniul din acele zile, condițiile de cazare și atmosfera din perioadele de alertă ale regimentului. | Muzeul Județean, Satu | Cimec    |
|      | Ziar manuscris Autor: Haraszty Lajos                                                                      | Datare: 1914 Descoperit: jud. SATU MARE, SATU MARE Dimensiuni: L: 34 cm; La: 21 cm Material: hârtie; cerneală; manuscris | Documentul este conceput sub forma unui ziar imaginar, având titlul de ”Sentimente”. Cuprinde mai multe rubrici: politică, război, comunicate, circulație, teatru, glume etc., dar și o rubrică literară care conține un capitol dintr-un roman. Huraszty Lajos a conceput acest ziar pe front, în timpul primului război mondial. E nu a apărut niciodată în formă tipărită, deci nu are număr. Toate articolele au același autor. E format din 4 file scrise de mână, cu cerneală neagră, iar pentru decor s-a utilizat și cerneală de culoare roșie. Pe prima pagină, în partea de sus este desenată o stea în șase colțuri, colorată cu cerneală aurie. Dedesubt este notat titlul ziarului, prima literă fiind decorată cu motive vegetale. Tot în această parte este lipită o fotografie a autorului în costum civil, ea fiind înconjurată, de o parte și de alta, de doi îngeri desenați cu cerneală neagră. Între aceștia, deasupra fotografiei este notat, în limba maghiară, textul ” ziar săptămânal ideal”. Ziarul este datat în 21 decembrie 1914, din Satu Mare, pentru că autorul este originar din această regiune. Documentul reprezintă un ziar imaginar, care nu a fost tipărit niciodată și care conține informații despre evenimente fictive petrecute în localitatea de origine a autorului. El a fost scris în timpul primului război mondial, de către un ofițer maghiar din Satu Mare, care își imagina că primește informații din locurile de origine. | Muzeul Județean, Satu | Cimec    |
|      | Album cu imagini din Sicilia Autor: Haraszty Lajos                                                        | Datare: 1916 Descoperit: jud. SATU MARE, SATU MARE Dimensiuni: L: 25,5 cm; La: 19,5 cm Material: hârtie; cerneală; tipăritură | Albumul este tipărit la Palermo. Are 30 de file pe care sunt tipărite, față – verso, imagini alb-negru din Sicilia. Sub fiecare imagine sunt notate, în limba italiană, informații despre ceea ce reprezintă. Aceste informații sunt traduse în limba maghiară, traducerea fiind scrisă de mână, cu cerneală neagră. Coperta este confecționată dintr-un carton mai subțire. Pe prima copertă este tipărită color imaginea unui oraș situat la malul unei mări și la poalele unui munte. În prim plan se observă o trăsură trasă de un cal negru, în care se află mai multe persoane. Pe a doua copertă se observă, în zona centrală, un medalion, înconjurat de ornamente florale. În centrul medalionului este amplasată imaginea simbolului Siciliei: capul de meduză cu trei picioare. Sub acesta este notat textul: LA TRINACRIA, iar mai jos A.REBER EDITORE PALERMO. Pe forzaț, mai precis, atât pe interiorul primei coperți, cât și pe interiorul celei de a doua coperți sunt semnăturile tuturor ofițerilor din armata austro-ungară, care au fost prizonieri în lagărul din Sicilia alături de Haraszty Lajos. Aceste semnături sunt scrise cu cerneală neagră sau albastră. Legătura este realizată cu un șnur împletit din mătase roșie. De-a lungul ei, a fost lipit ulterior două bucăți de plastic de culoare albastru deschis, probabil pentru a o proteja. Albumul reprezintă o sursă de documentare privind numărul ofițerilor din armata austro-ungară închiși în lagărul din Sicilia în anul 1916. | Muzeul Județean, Satu | Cimec    |
|      | Crucifix din lemn și metal Autor: Haraszty Lajos                                                          | Descoperit: jud. SATU MARE, SATU MARE Dimensiuni: L suport: 49,5 cm; La suport: 3,5 cm; L braț: 23 cm; La braț: 3,5 cm Material: lemn; metal; turnare | Crucifixul este format din două părți: crucea și corpul lui Isus. Crucea este confecționată din lemn vopsit în culoarea negru. Are două părți: brațul lung, vertical, și brațul scurt, orizontal. Pe cruce este aplicată o statuetă mică reprezentându-l pe Isus cu mâinile ridicate ca pentru răstignire. Corpul este prins de brațul lung al crucii, iar mâinile sunt lipite pe brațul scurt. Picioarele Mântuitorului sunt așezate pe un suport piramidal confecționat tot din metal. În partea de sus este aplicată o altă piesă din metal, realizată sub forma unui document antic, având în partea centrală inscripția I.N.R.I. Crucifixul reconstituie imaginea răstignirii lui Isus, acesta fiind reprezentat cu cununa de spini (fapt caracteristic confesiunii catolice), capul sprijinit pe brațul drept, înveșmântat doar cu o bucată de pânză. Crucifixul a aparținut preotului Greco-catolic Vasile Lucaciu, pesonalitate importantă a luptei românilor ardeleni pentru drepturi politice și naționale. El s-a remarcat în primul rând prin implicarea în redactarea Memorandumului din 1892. | Muzeul Județean, Satu | Cimec    |
|      | Condei din lemn Autor: Haraszty Lajos                                                                     | Descoperit: jud. SATU MARE, SATU MARE Dimensiuni: L: 25 cm; Î părții decorative: 4 cm Material: lemn; sculptare; metal; porțelan; turnare; pictare | Condeiul este confecționat din lemn, având aplicată la un capăt o peniță din metal. La extremitatea cealaltă, condeiul este decorat prin sculptare, cu motive vegetale și zoomorfe. Este reprezentat un cerb, iar la picioarele acestuia este sculptat un mănunchi de trei frunze. Pe spatele cerbului este scris de mână, folosindu-se tuș negru, textul ”Sicilia”. Partea superioară a peniței, partea în care este introdus condeiul, este ruginită parțial. Se mai poate observa însă o inscripție incizată, în limba maghiară: ELSŐ MAGYAR – JÓZSEF – PEST. Pe partea propriu zisă a peniței este incizată dimensiunea acesteia, 0,5 mm. A fost confecționat de Haraszty Lajos în perioada în care acesta a fost prizonier în lagărul din Sicilia, în perioada primului război mondial. | Muzeul Județean, Satu | Cimec    |
|      | Tabacheră din lemn Autor: Haraszty Lajos                                                                  | Datare: 1918 Descoperit: jud. SATU MARE, SATU MARE Dimensiuni: L bază: 11 cm; La bază: 10 cm; L capac: 10 cm; La capac: 8 cm; Î: 4,5 cm Material: lemn; sculptare; sidef; intarsie | Cutia de tutun este confecționată din lemn de nuc lăcuit. Baza este mai lată decât corpul cutiei. Acesta este simplu, fără motive decorative. Capacul este prins de corpul cutiei printr-un sistem de balamale confecționat din lemn. Pe interiorul capacului este notat cu creionul, cu litere de mână, textul Sicilia 1918. | Muzeul Județean, Satu | Cimec    |
|      | Tabacheră din lemn Autor: Haraszty Lajos                                                                  | Datare: 1918 Descoperit: jud. SATU MARE, SATU MARE Dimensiuni: L: 10 cm; La: 8,5 cm Material: lemn; sculptare; abanos; sidef; intarsie | Tabachera este confecționată din lemn de nuc lăcuit. Capacul este decorat cu motive vegetale, realizate prin intarsie cu abanos și sidef. Intarsia se găsește pe două dintre laturi (pe o parte a lungimii și pe o parte a lățimii), unindu-se într-un colț. Diagonal opus, se observă un decor realizat din cupru, sub forma unui scut de blazon, înconjurat de un motiv decorativ cu forme geometrice neregulate, desenat cu tuș negru. Întreaga intarsie este înconjurată de un chenar desenat cu tuș negru. Pe spatele tabacherei este sculptat un cap de femeie. Acesta este înconjurată de un chenar, de asemenea, sculptat sub forma unui brâu. Pe partea interioară a capacului, este scris cu tuș, cu litere de mână următorul text: Sicilia 1918. Balamalele capacului sunt deteriorate. De asemenea, lângă capac se poate observa un mic orificiu cu rol de a ușura deschiderea capacului. | Muzeul Județean, Satu | Cimec    |
|      | Cutie de chibrituri Autor: Haraszty Lajos                                                                 | Descoperit: jud. SATU MARE, SATU MARE Dimensiuni: L: 5 cm; La: 4,5 cm Material: lemn; sculptare; sidef; intarsie | Cutia de chibrituri este confecționată din lemn de nuc, partea de deasupra fiind intarsiată, în cele patru colțuri, cu sidef. În zona centrală se observă un scut de blazon realizat din cupru, înconjurat de un contur desenat cu tuș negru. Cele patru motive decorative intarsiate sunt înconjurate de semicercuri, de asemenea, densenate cu tuș negru. Aceeași tehnică s-a folosit și pentru motivele geometrice pe care le regăsim pe marginea părții superioare. De o parte și de alta a cutiei se observă două orificii prin care se scoteau sau se introduceau chibriturile, orificii închise cu două capace care sunt legate de cutie printr-un sistem de balamale confecționate tot din lemn. Pe partea interioară a celor două capace sunt notate, cu creion, textele Sicilia și 1918. Partea din spate a cutiei este decorată cu motive geometrice desenate cu tuș negru. | Muzeul Județean, Satu | Cimec    |
|      | Casetă din lemn Autor: Haraszty Lajos                                                                     | Descoperit: jud. SATU MARE, SATU MARE Dimensiuni: L bază: 23 cm; La bază: 15,5 cm; L capac: 22 cm; La capac: 14,5 cm; Î: 7 cm Material: lemn de nuc; sculptare; intarsie: stejar; lămâi; mahon | Caseta este confecționată din lemn de nuc lăcuit. Capacul și părțile laterale sunt decorate pe margine cu un chenar intarsiat din lemn de mahon, nuc, stejar și lămâi. Pe capac, în colțurile interioare ale chenarului se poate observa un motiv decorativ realizat din forme geometrice neregulate, desenat cu tuș negru. Capacul este prins de corpul cutiei prin două balamale metalice, deteriorate. Pe partea interioară a capacului este notat cu creionul textul ”Sicilia 1918". Caseta se sprijină pe patru picioare cu formă patrulateră (pătrată), amplasate în fiecare din cele patru colțuri. | Muzeul Județean, Satu | Cimec    |
|      | Cuțit din lemn Autor: Haraszty Lajos                                                                      | Datare: 1918 Descoperit: jud. SATU MARE, SATU MARE Dimensiuni: L: 28,5 cm; La: 3,5 cm Material: lemn de nuc; sculptare; lăcuire | Cuțitul este confecționat din lemn de nuc lăcuit, decorat cu diferite motive vegetale, zoomorfe și geometrice. Lama cuțitului este sculptată pe margini cu un chenar, care-i urmează fidel forma. În interiorul acestuia, este scris cu litere de mână, cu tuș negru, textul ”Sicilia”. Mânerul este sculptat, în zona bazei, cu motive vegetale, sub forma unui mănunchi de frunze. Dintre acestea iese gâtul și capul unui cal. | Muzeul Județean, Satu | Cimec    |
|      | Emlékül Böszörményi Katalinnak                                                                            | Datare: 1841 Descoperit: jud. SATU MARE, SATU MARE Dimensiuni: L: 16,5 cm; La: 11 cm Material: hârtie; carton; catifea; mătase; metal; manuscris | Pe pagina de titlu are desenată o chitară și un răsărit de soare. La pagina 86, există o ilustrație cu un peisaj montan (color). Pagina 142: ilustrație înfățișând un personaj din mitologia antică (color). Pagina 208: peisaj idilic (alb-negru). Pagina 259: peisaj idilic (color). Pagina 307: peisaj idilic (color). Însemnări: ”A’ dalok virágok / Pyökerek a sziv / Napjok a szerelem”. Ajánlás. ”Minden virágár élesemnek / A mellyek, Számonra termnek / Darátság! Szerelem! / Tineksek szenselem”. / Tompa Mihály. / ”Fellobban a’ gondolaz fáklyája, ’Smina a Sziv’rv’ny a dal ‘ll elő.” / Kölcsey. Exemplarul este un manuscris în care autorul, Tompa Mihály, a adunat 240 de poezii de dragoste și pe care l-a închinat doamnei Böszörményi Katalinn. Textul poezilor și dedicația sunt scrise cu mâna de către poetul Tompa Mihály. Exemplarul conține și un cuprins în care sunt trecute titlurile poeziilor, în oridine alfabetică, și paginile la care se află. Cartea are coperțile cartonate, învelite în catifea de culoare turcoaz. În partea centrală a primei coperți este aplicat un medalion din metal auriu pe care este inscripționat, cu culoare neagră, titlul și autorul: Emlékül Böszörményi Katalinnak, Tompa Mihály. Pe părțile laterale se păstrează închizătorile cărții, confecționate din metal auriu, sub forma unor ornamente florale. Pe muchia celei de a doua coperți se păstrează doar urmele unde au fost amplasate celelalte două închizători. Pe forțatul ambelor coperți și pe pagina de gardă este lipită mătase. Tranșa este aurită. | Muzeul Județean, Satu | Cimec    |
|      | Comitatului Satu Mare Autor: Zanathy, Anton                                                               | Datare: 1777 Dimensiuni: L: 46 cm; La: 66 cm Material: Contur negru imprimat cu cerneală tipografică pe carton; desen manual cu cerneală de diferite culori. | Hartă realizată manual, pe carton, color, a fostului comitat Satu Mare la finalul secolului al XVIII-lea. Suportul de carton are formă rectangulară, cu un chenar negru gros de 5 mm, care încadrează atât harta în întregime, cât și legenda din partea dreaptă jos, într-un chenar separat. Harta geografică și administrativă cuprinde principalele forme de relief redate cu culori și însemne specifice (formațiunile deluroase, munții, zonele împădurite) și principalele cursuri de apă, printre care și fosta mlaștină Ecedea, Someșul, Crasna și Turul, consemnate exact, dar schematic, fără multitudinea de meandre caracteristice. Harta este una dintre puținele reprezentări ale comitatului datând din secolul al XVIII-lea, anterior marilor schimbări de cadru natural determinate de desecarea mlaștinii Ecedea, canalizările râurilor importante și despăduririle care au modificat total aspectul zonei începând cu secolul al XIX-lea. Din punct de vedere administrativ, sunt individualizate prin marcaje separate satele, târgurile și orașele, granițele de oraș și drumul care lega comitatul de Transilvania. Sunt marcate de asemenea minele din Baia Mare, Baia Sprie și Cavnic, precum și fabrica de sticlă de la Huta. Harta este opera inginerului Anton Zanathy care, aflat în serviciul conților Karolyi și, în calitate de inginer al comitatului Satu Mare, a făcut parte din comisia de specialitate care a proiectat activitatea de desecare a mlaștinii Ecedea. Inscripția care precedă legenda: „Plan ideal al comitatului Satu Mare, cu drumul Arhiducelui Maximilian dinspre Bihor spre Maramureș și spre Transilvania” este sugerată și de harta în sine, prin marcarea cu roșu a itinerariului. Arhiducele Franz Maximilian, fiul reginei Maria Theresa a vizitat comitatul Satu Mare în perioada 28-30 mai 1777. | Muzeul Județean, Satu | Cimec    |
|      | Dulap al breslei tăbăcarilor Autor: Kadas Istvan                                                          | Datare: 1820 Școală: Local Dimensiuni: L: 100; LA: 54; l: 158,5 Material: lemn; fier; cupru; tuș | Dulapul are forma unui paralelipiped dreptunghic, cu părțile masive realizate din lemn de brad și stejar. Fața principală a corpului este formată din trei registre distincte. În partea inferioară dulapul este prevăzut cu două uși, în interiorul cărora se află trei sertare dispuse orizontal. Ușile dispun de două încuietori cu șilduri din cupru, decorate cu motive florale. Sertarele orizontale sunt prevăzute cu câte două mânere din cupru, în stil biedermeier, înfățisând doi lei în poziție heraldică. Partea din mijloc, care se deschide pe orizontală, de sus în jos formând o măsuță de scris. În partea centrală există o nișă flancată de două colonete. Deasupra nișei este situat un sertar mare, furniruit cu lămâi, decorat prin desenare cu o formă ovală cu motive radiale, în formă de evantai, la cele patru colțuri. În centru există o inscripție realizată prin impregnare cu tuș. Simetric, în stânga și dreapta nișei, există trei sertare mici furniruite cu paltin măzărat și unul mai mare, ornamentat cu două arcade băițuite în negru. Partea superioară este prevăzută cu un sertar pe toată lățimea, cu o încuietoare cu șild decorat cu lei heraldici. Pe coroană în centru se află un sertar mic. Coloana este formată din baluștrii strunjiți. Fiecare sertar este prevăzut cu butoane din lemn strunjit. | Muzeul Județean, Satu | Cimec    |
|      | Convocator aparținând Breslei tăbăcarilor                                                                 | Datare: 1823 Școală: Local Dimensiuni: L: 35; LA: 13 Material: hârtie; lemn; fier | Confecționat din lemn, având formă patrulateră (cutie) cu un mâner din lemn. În interior există trei file din lemn, având lipite hârtie. Pe prima parte este lipită o hârtie manuală cu linii de apă și filigran. Textul pe hârtie este scris cu cerneală maro. A fost restaurat în anul 1999, nu prezintă restaurări anterioare. | Muzeul Județean, Satu | Cimec    |
|      | Lanț pentru ceas                                                                                          | Descoperit: jud. SATU MARE, com. CĂUAȘ, ADY ENDRE Dimensiuni: L: 40 cm Material: Lanțul de ceas este confecționat din argint, prin turnare și batere. | Confecționat dintr-un număr de 59 de verigi cu diametrul de 0,5 cm, cu formă ovală, ondulate la capetele unde se îmbină cu verigile vecine. La unul din capete, este montată o parte a închizătorii care are tot forma a unei verigi ovale. Urmează alte 6 verigi având aceea și formă ca și celelalte, dimensiunile lor fiind mai mici. La cealaltă extremitate este montată cealaltă parte a închizătorii care are forma unui cârlig închis, una dintre părțile lui fiind mobilă pentru a putea lăsa să intre veriga închizătorii montată la celălalt capăt. | Muzeul Județean, Satu | Cimec    |
|      | Mască mortuară                                                                                            | Datare: 1922 Descoperit: jud. SATU MARE, com. CĂUAȘ, ADY ENDRE Dimensiuni: L: 23 cm; La: 18 cm Material: Masca mortuară este confecționată din ghips prin turnare și sculptare. | Masca mortuară este confecționată din ghips după chipul lui Ady Endre, având culoarea albă. Este reprezentat chipul lui poetului, redându-se trăsăturile sale: conturul sprâncenelor, forma ochilor, a nasului, a buzelor. De asemenea, sunt conturate și forma pomeților și a bărbiei. | Muzeul Județean, Satu | Cimec    |
|      | Mască mortuară                                                                                            | Datare: 1922 Descoperit: jud. SATU MARE, com. CĂUAȘ, ADY ENDRE Dimensiuni: L: 24 cm; La: 16 cm Material: Masca mortuară este confecționată din bronz prin turnare. | Masca mortuară este confecționată din bronz după chipul lui Ady Endre, având culoarea albă. Este reprezentat chipul lui poetului, redându-se trăsăturile sale: conturul sprâncenelor, forma ochilor, a nasului, a buzelor. De asemenea, sunt conturate și forma pomeților și a bărbiei. | Muzeul Județean, Satu | Cimec    |
|      | Cutie cu pământ de pe mormântul lui Ady Endre                                                             | Datare: 1922 Descoperit: jud. SATU MARE, com. CĂUAȘ, ADY ENDRE Dimensiuni: D: 7 cm; Î: 4 cm Material: Cutia este confecționată din carton, prin presare. | Cutia este confecționată din carton, are formă circulară și un capac. Conține pământ de pe mormântul lui Ady Endre din Budapesta. Pe capac este lipită o hârtie de formă circulară, decorată pe margini cu un brâu de motive geometrice. În registrul de sus este scris ”Mihalovits / Jenő / GYOGYSZERTÁRA / A KIGYÓHOZ / DEBRECZENBEN”. În partea dreaptă a textului se observă alte două motive geometrice. În centru este tot tipărit, dar de data această cu litere de mână, următorul text ”Egy kis föld / a Bandink / sírjáról / 1922. V. 4.” Corpul cutiei are și el lipit peste carton hâtrie cu aceleași caracteristici ca și cea de pe capac. | Muzeul Județean, Satu | Cimec    |
|      | Registru matricol al Bisericii Reformate din satul Mecențiu (azi Ady Endre), comuna Căuaș, Raionul Tășnad | Descoperit: jud. SATU MARE, com. CĂUAȘ, ADY ENDRE Dimensiuni: L: 37 cm; La: 25 cm; Gr: 2 cm Material: Coperțile registrului sunt cartonate. Filele sunt realizate din hârtie. | Registrul parohial al Bisericii Reformate care curpindea numărul celor botezați, căsătoriți și decedați de la sfârșitul secolului din secolul al XIX-lea și începutul secolului al XX-lea are coperțile din carton, iar filele din hârtie. Cuprinde un formular standard în care sunt trecute datele solicitate de legislația în vigoare din acea perioadă. Notările sunt realizate manual, cu cerneală. Pe prima copertă este lipită o etichetă explicativă care cuprinde un text în limba română: Biserica Reformată , nr. 2 / Satul Ady Endre /Mecențiu / Comuna Căuași / Raionul T | Muzeul Județean, Satu | Cimec    |
|      | Registrul Matricol al Liceului Romano-Catolic Piarist din Carei                                           | Descoperit: jud. SATU MARE, CAREI Dimensiuni: L: 42 cm; La: 26 cm; Gr: 4 cm Material: Coperțile registrului sunt cartonate. Cotorul este acoperit cu imitație de piele. Filele sunt realizate din hârtie. | Registrul Matricol al Liceului Romano-Catolic Piarist din Carei are 140 de file, coperțile sunt realizate din carton, de culoare maro cu albastru, iar cotorul este acoperit cu imitație din piele. Legătura este în stare bună de conservare. Pe prima copertă se află două etichete. Cea originală este în limba maghiară, pe ea fiind notat de mână, cu cerneală neagră, denumirea registrului, școala și clasele pentru care se folosește. Cea de a doua etichetă este mai recentă, pe ea fiind dactilografiat un formular care apoi este completat cu mâna, folosindu-se cerneală albastră. Filele sunt tipărite cu formularele necesare pentru notarea materiilor, a denumirii elevilor și a calificativelor primate de aceștia. În interiorul formularului este scris de mână, cu cerneală neagră, numele elevului, clasa, notele și calificativele obținute de acesta. Atât formularul cât și textele completate de către profesori sunt scrise în limba maghiară. Matricola Liceului Romano-Catolic Piarist din Carei cuprinde și notele și calificativele pe care poetul Ady Endre le-a obținut în perioada în care a urmat cursurile acestei școli. | Muzeul Județean, Satu | Cimec    |
|      | Registrul Matricol al Liceului Romano-Catolic Piarist din Carei                                           | Descoperit: jud. SATU MARE, CAREI Dimensiuni: L: 39,5 cm; La: 25,5 cm Material: Coperțile registrului sunt cartonate. Cotorul este acoperit cu imitație de piele. Filele sunt realizate din hârtie. | Registrul Matricol al Liceului Romano-Catolic Piarist din Carei are 140 de file, coperțile sunt realizate din carton, de culoare maro cu albastru, iar cotorul este acoperit cu imitație din piele. Legătura este în stare bună de conservare. Pe prima copertă se află două etichete. Cea originală este în limba maghiară, pe ea fiind notat de mână, cu cerneală neagră, denumirea registrului, școala și clasele pentru care se folosește. Cea de a doua etichetă este mai recentă, pe ea fiind dactilografiat un formular care apoi este completat cu mâna, folosindu-se cerneală albastră. Filele sunt tipărite cu formularele necesare pentru notarea materiilor, a denumirii elevilor și a calificativelor primate de aceștia. În interiorul formularului este scris de mână, cu cerneală neagră, numele elevului, clasa, notele și calificativele obținute de acesta. Atât formularul cât și textele completate de către profesori sunt scrise în limba maghiară. Matricola Liceului Romano-Catolic Piarist din Carei cuprinde și notele și calificativele pe care poetul Ady Endre le-a obținut în perioada în care a urmat cursurile acestei școli. | Muzeul Județean, Satu | Cimec    |
|      | Registrul Matricol al Liceului Romano-Catolic Piarist din Carei                                           | Descoperit: jud. SATU MARE, CAREI Dimensiuni: L: 38,5 cm; La: 24,5 cm Material: Coperțile registrului sunt cartonate. Cotorul este acoperit cu imitație de piele. Filele sunt realizate din hârtie. | Registrul Matricol al Liceului Romano-Catolic Piarist din Carei are 140 de file, coperțile sunt realizate din carton, de culoare maro cu albastru, iar cotorul este acoperit cu imitație din piele. Legătura este în stare bună de conservare. Pe prima copertă se află două etichete. Cea originală este în limba maghiară, pe ea fiind notat de mână, cu cerneală neagră, denumirea registrului, școala și clasele pentru care se folosește. Cea de a doua etichetă este mai recentă, pe ea fiind dactilografiat un formular care apoi este completat cu mâna, folosindu-se cerneală albastră. Filele sunt tipărite cu formularele necesare pentru notarea materiilor, a denumirii elevilor și a calificativelor primate de aceștia. În interiorul formularului este scris de mână, cu cerneală neagră, numele elevului, clasa, notele și calificativele obținute de acesta. Atât formularul cât și textele completate de către profesori sunt scrise în limba maghiară. Matricola Liceului Romano-Catolic Piarist din Carei cuprinde și notele și calificativele pe care poetul Ady Endre le-a obținut în perioada în care a urmat cursurile acestei școli. | Muzeul Județean, Satu | Cimec    |
|      | Registrul Matricol al Școlii Generale Reformate pentru băieți din Carei                                   | Descoperit: jud. SATU MARE, com. CĂUAȘ, ADY ENDRE Dimensiuni: L: 42 cm; La: 26 cm; Gr: 4 cm Material: Coperțile registrului sunt cartonate. Filele sunt realizate din hârtie. | Registrul Matricol al Școlii Generale Reformate pentru băieți din Carei are coperțile confecționate din carton, de culoare maro. Legătura este în stare de conservare bună. Pe prima copertă este lipită o etichetă pe care este scris de mână, cu cerneală neagră, în limba maghiară, denumirea registrului, școala și clasele pentru care se folosește: ”Anyakönyv a nagykárolyi ev. ref. elemi fiiskola III–VI. utóbb III–IV. Osztályairól”. Filele conțin formularele necesare pentru notarea materiilor, a denumirii elevilor și a calificativelor primate de aceștia. În interiorul formularului este scris de mână, cu cerneală neagră, numele elevului, clasa, notele și calificativele obținute de acesta. Atât formularul cât și textile completate de către profesori sunt scrise în limba maghiară. | Muzeul Județean, Satu | Cimec    |
|      | Necrologul lui Ady Endre Autor: Ady Lajos, fratele lui Ady Endre                                          | Datare: 1922 Descoperit: jud. SATU MARE, com. CĂUAȘ, ADY ENDRE Dimensiuni: L: 35 cm; La: 30 cm Material: Documentul este scris cu creion grafic pe hârtie. | Documentul este redactat și scris de fratele poetului Ady Endre, Ady Lajos. Cuprinde anunțul morții poetului maghiar. Textul este scris de mână, cu creion grafic pe o hârtie simplă. În partea de sus, deasupra textului este desenată o salcie, simbol mortuar pentru credincioșii reformați. Fiind o ciornă pentru anunțul mortuar tipărit, textul cuprinde mai multe corecturi realizate prin tăierea îngroșată a cuvintelor greșite, precum și completări realizate cu cerneală neagră. El a fost redactat în data de 27 ianuarie 1922, în ziua decesului poetului Ady Endre. Este prins pe un suport de carton și apoi înrămat fiind protejat în partea din față cu un capac de sticlă. Rama este simplă, de culoare neagră. | Muzeul Județean, Satu | Cimec    |
|      | Mapă de corespondență                                                                                     | Datare: 1946 Școală: FENOUX/Rd. Grenelle/St. Honoré 51/ A Paris Descoperit: jud. SATU MARE, SATU MARE Dimensiuni: L: 27,5 cm; La: 21,5 cm Material: Mapa este confecționată din piele de culoare vișinie, decorată pe margini cu un chenar auriu. În interior, prima copertă are atașat un suport sub formă de plic pentru introducerea corespondenței, confecționat din pânză învelită într-un material plastic. T | Mapa a fost realizată la Paris, fiind folosită de dr. Ilie Carol Barbul în perioada cât a fost prefect al județului Satu Mare. Este confecționată din piele de culoare vișinie. Pe margini este decorată cu un chenar auriu. În interiorul chenarului auriu se remarcă un alt chenar decorat în colțuri cu motive florale și vegetale. Laturile mari ale chenarului sunt decorate cu alte două motive florale și geometrice, iar laturile mici sunt decorate în partea de mijloc cu aceleași motive florale și geometrice care se regăsesc și pe laturile mari. În partea centrală se remarcă un decor amplu realizat din motive florale, vegetale și geometrice. Pe a doua copertă a mapei se regăsesc aceleași motive decorative ca și pe prima copertă, ambele coperți fiind decorate prin presare la cald. În interior, prima copertă are atașat un suport sub formă de plic pentru introducerea corespondenței. Laturile plicului sunt confecționate din pânză iar partea superioară este învelită într-un material plastic. Marginile primei coperți în interior sunt decorate cu un brâu aurit cu motive florale și vegetale. A doua copertă interioară este simplă, decorată cu aceleași motive care se regăsesc și pe interiorul primei coperți. În zona de mijloc a coperții se remarcă un șnur de pânză prins la ambele capete de copertă, care avea rolul de a susține corespondența introdusă în mapă. În spatele șnurului, de aproximativ aceleași dimensiuni cu ale mapei se găsește un suport de sugativă pentru absorbirea cernelei care, în partea exterioară, este învelită în același suport plastic ca și plicul de corespondență. Menționăm că sugativa prezintă urme de cerneală. În partea stângă sus se observă o mică etichetă pe care este scris următorul text: “FENOUX/Rd. Grenelle/St. Honoré 51/ A Paris”. Avocatul Ilie Carol Barbul, născut în localitatea Lipău (Satu Mare) la 31 iulie 1883, se înscrie ca fiind, neîndoielnic, personalitatea cea mai reprezentativă și dinamică a mișcării unioniste sătmărene din anii 1918-1919. Este inițiatorul acțiunilor organizatorice în direcția constituirii noilor organe ale administrației românești în părțile sătmărene și a măsurilor pregătitoare în vederea participării românilor din zonă la Marea Adunare Națională de la Alba Iulia. Participant direct la măreața înfăptuire statală de la 1 decembrie 1918, ca delegat oficial din partea cercului electoral al orașului Satu Mare, va fi ales printre cei 250 de membri ai Marelui Sfat Național Român. După eliberare, ca o recunoaștere a meritelor sale, va fi numit primul subprefect român al județului Satu Mare, apoi în două rânduri prefect: decembrie 1919 – iunie 1920, respectiv aprilie 1926 – mai 1927. Numele lui Ilie Carol Barbul se leagă și de apariția primului periodic laic românesc din orașul de pe Someș, ziarul “Satu Mare” (1919). | Muzeul Județean, Satu | Cimec    |

## Fond
| Foto | Informații generale | Detalii tehnice | Descriere | Deținător             | Legături |
| ---- | --- | --- | --- | --------------------- | -------- |
|      | Jurnalul lui Emil Tișcă (1881-1965) Autor: Emil Tișcă (1881-1965)                                                                        | Datare: sec. XX Descoperit: jud. SATU MARE, SATU MARE Dimensiuni: L: 21,5 cm; La: 17 cm Material: hârtie; carton; piele; manuscris                                                                     | Prima copertă este cartonată în partea exterioară, fiind învelită în piele de culoare verde. Pe margini coperta este încadrată într-un chenar decorativ auriu reprezentat prin motive geometrice. În partea centrală se află un motiv decorativ floral incizat cu auriu. În exteriorul chenarului prima copertă are culoarea neagră precum cotorul și cea de-a doua copertă. Se păstrează și legătura într-o stare bună de conservare. Oranta este aurie iar coperțile interioare sunt realizate din hârtie colorată mai groasă decât filele jurnalului. Caietul conține 114 pagini, iar în pagina de titlu este prezentat cuprinsul jurnalului care este structurat în patru părți. Din jurnal lipsesc paginile 5- 6, 11-12, 15-16, 17-18, 25-26, 79-80, ele fiind probabil rupte intenționat de către autor după 1945 din considerente politice. În prima parte de la pagina 1 la pagina 28 sunt dedicații din partea apropiaților lui Emil Tișcă cu ocazia împlinirii vârstei de 50 de ani. Este vorba de personalități marcante ale societății sătmărene în perioada interbelică: Aurel Simtion (de la care a și primit acest caiet cadou), Ștefan Cherecheș (Benea) - primarul municipiului Satu Mare, Octavian Ardelean - prefectul județului Satu Mare s.a. Parte a doua cuprinde testamentul lui Emil Tișcă (pag. 29-37) scris la Brașov în data de 8 septembrie 1943, unde se afla în refugiu după Arbitrajul de la Viena. Partea a lll-a conține note autobiografice (pag. 39-65) - Brașov 8 septembrie 1944, iar în ultima parte sunt notate câteva cugetări aparținând unor personalități ale culturii universale (pag. 66-114). Începând cu partea a doua a jurnalului textul este încadrat în chenar cu cerneală (pag.29-91) sau tuș (pag.92-114). Textul este scris cu cerneală albastră, neagră și verde. Emil Tișcă a fost o personalitate marcantă a vieții economice, politice și culturale din perioada interbelică. S-a născut la 9 septembrie 1881 în comuna Șimon-Bran, (azi județul Brașov), a urmat Școala Superioară de Comerț din Brașov și Academia Orientală de Comerț din Budapesta. A activat în domeniul bancar ca director al mai multor bănci importante din Transilvania. După o perioadă de 20 de ani petrecută la Năsăud, în anul 1924 vine la Satu Mare unde va trăi până la sfârșitul vieții (1965).                                                                   | Muzeul Județean, Satu | Cimec    |
|      | Cartea de aur a Reuniunii de Cântări și Muzică „Vasile Lucaciu” Satu Mare, 1934 Autor: Emil Tișcă (1881-1965); Adrian Demian (1898-1977) | Datare: sec. XX Descoperit: jud. SATU MARE, SATU MARE Dimensiuni: L: 32,5 cm; La: 25 cm; L file: 31 cm; La file: 23 cm Material: hârtie; carton; piele; manuscris                                      | Coperta manuscrisului, realizată din tăblii de lemn, învelite în piele neagră, cu patru nervuri profilate și incrustații realizate la rece. Pe coperta 1 apare textul REUNIUNEA ROMÂNĂ DE CÂNTĂRI Șl MUZICĂ „VASILE LUCACIU” SATU MARE, CARTE DE AUR 1934, imprimat cu litere aurii. Forzațul volumului este realizat pe hârtie lucioasă cu motive florale aurii. Pe fiecare pagină a manuscrisului există tipărit cu cerneală verde colontitlul REUNIUNEA ROMÂNĂ DE CÂNTĂRI Șl MUZICĂ „VASILE LUCACIU” SATU MARE iar în centrul paginii o liră. Manuscrisul conține 578 de pagini. Dintre acestea sunt numerotate de către Emil Tișcă 165, cu cerneală de aceeași culoare cu cea a textelor semnate de el. Ulterior au fost numerotate în continuare paginile 167-207, semnate de dirijorul Adrian Demian, doar pe paginile pare. Volumul cuprinde Contribuții la istoricul Reuniunei (Emil Tișcă p. 5-8), Discursul festiv al Dlui profesor Gavril Barbul la jubileul de 10 Mai 1934 (p. 9-14), Raportul Președintelui (Emil Tișcă) către Adunarea general din 25 ianuarie 1933, apoi raportul din 1934, 1935, 1936, 1937 (p. 14-102). Urmează alte două texte semnate de Emil Tișcă referitoare la perioada 1940-1944 (p. 153-165), după care Adrian Demian prezintă raportul pe anul 1946 și pe cel din 1947 (p. 167-207). Volumul conține și un număr de 180 de fotografii, repartizate pe format în următorul mod: 4/5 cm 16 buc; 5,5/5,5 cm 23 buc; 6/7 cm 1 buc; 6/8,5 cm 118 buc; 8/11 cm 1 buc; 8/13 cm 2 buc; 9/14 cm 14 buc; 11/11 cm 1 buc; 11/17 cm 2 buc; 23/17 cm 2 buc. Între acestea distingem fotografiile președintelui Emil Tișcă din anul realizării volumului, o reproducere a unui bust al patronului Reuniunii, dr. Vasile Lucaciu, proiectat de către artistul plastic Mindak, a dirijorului Adrian Demian, precum și, în formele cele mai mari, fotografii cu colectivul Reuniunii la anumite moment festive. Emil Tișcă a fost o personalitate marcantă a vieții economice, politice și culturale din perioada interbelică, director al Băncii Românești și președinte al Camerei de Comerț și Industrie din Satu Mare. Adrian Demian a fost profesor și muzician de excepție, unul dintre cei mai mari dirijori ai Sătmarului, născut la Negreia în anul 1898. A fost conducătorul “Reuniunei de cântări Vasile Lucaciu" și director al Conservatorului de Muzică din Satu Mare. | Muzeul Județean, Satu | Cimec    |
|      | Stiloul dr. Ilie Carol Barbul (1883-1846)                                                                                                | Datare: sec. XX Descoperit: jud. SATU MARE, SATU MARE Dimensiuni: L: 13,5 cm; D: 1 cm; L fără capac: 12 cm Material: plastic; metal                                                                    | Corpul stiloului este din material plastic de culoare neagră. Capacul este decorat cu monograma „Dr. I. C. Barbul”, care este incizată și imprimată cu culoare aurie, în partea superioară, capacul este decorat cu motive geometrice din plastic, cu un cerc concentric confecționat din metal de care este atașată agrafa de prindere. Aceasta este incizată cu următorul text: „OSMIA”. În partea inferioară capacul prezintă un alt cerc concentric sub forma unui brâu confecționat din metal auriu. În partea centrală a corpului stiloului, este incizat următorul text: „OSMIA”, urmat de un mic motiv decorativ realizat din motive geometrice și apoi textul „PROGRESS”. Dedesupt este incizat textul „Supra”. În partea inferioară a corpului stiloului este incizat „196 EF”. Tot în partea inferioară este amplasat capacul rezervorului care se închide prin înșurubare. Stiloul păstrează în formă relativ bine conservată rezervorul pentru cerneală. Penița prezintă la bază urme aurii. În partea centrală este incizată cu motive decorative geometrice și zoomorfe. Stiloul deținut de dr. I.C.Barbul se află în stare bună de funcționare. Avocatul Ilie Carol Barbul, născut în localitatea Lipău (Satu Mare) la 31 iulie 1883, se înscrie ca fiind, neîndoielnic, personalitatea cea mai reprezentativă și dinamică a mișcării unioniste sătmărene din anii 1918-1919. Este inițiatorul acțiunilor organizatorice în direcția constituirii noilor organe ale administrației românești în părțile sătmărene și a măsurilor pregătitoare în vederea participării românilor din zonă la Marea Adunare Națională de la Alba lulia. Participant direct la măreața înfăptuire statală de la 1 decembrie 1918, ca delegat oficial din partea cercului electoral al orașului Satu Mare, va fi ales printre cei 250 de membri ai Marelui Sfat Național Român. După eliberare, ca o recunoaștere a meritelor sale, va fi numit primul subprefect român al județului Satu Mare, apoi în două rânduri prefect: decembrie 1919 - iunie 1920, respectiv aprilie 1926 - mai 1927. Numele lui Ilie Carol Barbul se leagă și de apariția primului periodic laic românesc din orașul de pe Someș, ziarul “Satu Mare” (1919). | Muzeul Județean, Satu | Cimec    |
|      | Portret dr. Ilie Carol Barbul (1883-1846)                                                                                                | Datare: sec. XX Descoperit: jud. SATU MARE, SATU MARE Dimensiuni: L: 51 cm; La: 38,5 cm; L fotografie: 28 cm; La fotografie: 22 cm Material: hârtie fotografică; fotografiere; carton                  | Fotografia este alb-negru imprimată pe hârtie fotografică și prezintă portretul lui Ilie Carol Barbul în poziție semiprofil. Fotografia este lipită pe o hârtie cartonată care, la rândul ei, este lipită pe un passpartou înrămat cu o ramă din lemn auriu, decorată cu motive decorative stilizate, aurite pe margini și este acoperită cu sticlă. Rama este de tip „blondele” (cu aplicații de ipsos pe lemn). Partea din spate a tabloului este confecționată din carton învelit în piele. Inițial tabloul avea în spate un suport mobil din carton de fixare pentru birou. În imagine dr. Ilie Carol Barbul este îmbrăcat în costum de stofă, iar în buzunarul superior al sacoului sunt două batistuțe de mătase în carouri. Avocatul Ilie Carol Barbul, născut în localitatea Lipău (Satu Mare) la 31 iulie 1883, se înscrie ca fiind, neîndoielnic, personalitatea cea mai reprezentativă și dinamică a mișcării unioniste sătmărene din anii 1918-1919. Este inițiatorul acțiunilor organizatorice în direcția constituirii noilor organe ale administrației românești în părțile sătmărene și a măsurilor pregătitoare în vederea participării românilor din zonă la Marea Adunare Națională de la Alba lulia. Participant direct la măreața înfăptuire statală de la 1 decembrie 1918, ca delegat oficial din partea cercului electoral al orașului Satu Mare, va fi ales printre cei 250 de membri ai Marelui Sfat Național Român. După eliberare, ca o recunoaștere a meritelor sale, va fi numit primul subprefect român al județului Satu Mare, apoi în două rânduri prefect: decembrie 1919 - iunie 1920, respectiv aprilie 1926 - mai 1927. Numele lui Ilie Carol Barbul se leagă și de apariția primului periodic laic românesc din orașul de pe Someș, ziarul “Satu Mare” (1919). | Muzeul Județean, Satu | Cimec    |
|      | Fotoliu | Datare: sfârșitul sec. XIX - începutul sec. XX Descoperit: jud. SATU MARE, SATU MARE Dimensiuni: Î: 100 cm; L: 58 cm; La: 61 cm Material: confecționat din lemn, tapițat cu catifea de culoare vișinie | Spătarul fotoliului este tapițat cu catifea de culorare vișinie, prezentând o ramă canelată din lemn. Șezutul este, de asemenea, tapițat cu catifea de culoare vișinie. Cele patru picioare sunt confecționate din lemn lăcuit, cele din față fiind curbate. De o parte și de alta, fotoliul prezintă două brațe, tapițate în partea superioară. La un capăt ele sunt prinse de spătar, iar celălalt capăt este fixat pe un suport din lemn lăcuit, sculptat și scobit în partea frontală. Zona de îmbinare a tapiseriei cu lemnul este acoperită de un șnur de mătase de culoare vișinie. În confromitate cu infrmațiile transmise prin viu grai (medic Vasile Lucaciu, nepotul lui pr. Dr. Vasile Lucaciu), în acest fotoliu ar fi murit preotul greco-catolic, Dr. Vasile Lucaciu în locuința sa din Satu Mare, la 28 noiembrie 1922. | Muzeul Județean, Satu | Cimec    |
|      | Brâu | Datare: începutul sec. XIX Descoperit: jud. SATU MARE, SATU MARE Dimensiuni: L: 71 cm; La: 5,5 cm Material: confecționat din lână împletită, brodat cu fir de aur; aplică de metal                     | Brâul este confecționat din lână împletită. În partea centrală, este brodat cu fir de aur sub forma a opt casete care conțin motive florale. Tot în partea centrală este aplicat un șnur confecționat din același material ca și brâul. Unul din capetele acestui șnur se termină cu doi ciucuri confecționați din fir de aur, iar celălalt capăt este legat de brâu la una dintre extremități. În această regiune, șnurul este legat cu trei inele din fir de aur. La celălalt capăt, brâul prezintă un nasture, confecționat tot din fir de aur. Acesta, împreună cu șnurul și cele trei inele formează închizătoarea brâului. Brâul prezintă și o aplică din metal, sub forma unei decorații. Aceasta este alcătuită din patru părți concentrice, decorate cu motive florale, vegetale și geometrice. Florile și frunzele de pe una dintre părți sunt vopsite cu culorile roșu și verde. Pe partea din față a aplicei, realizată sub forma unei cruci, se poate identifica, în regiunea superioară coroana regală, din care însă lipsesc părți componente. Este o piesă unicat comandată și folosită de o mare personalitate culturală sătmăreană în primele decenii ale secolului al XIX-lea. | Muzeul Județean, Satu | Cimec    |
|      | Ladă Autor: D.S. | Datare: 1851 Școală: Local Dimensiuni: L: 79; LA: 47; I: 38 Material: lemn; fier | Lada are forma unui trunchi de piramidă triunghiulară, cu baza mare în partea superioară. Este confecționată din lemn de brad. Suprafața exterioară este acoperită aproape în totalitate de elemente de feronerie. La colțuri este prevăzută cu feronerie decorativă, cu forme alternative concave și convexe. În stânga și în dreapta șildului elementele de feronerie sunt ornamentate cu motive florale și vegetale stilizate, care continuă cu o centură din fier forjat ce înconjoară lada de jur împrejur. În centrul fațetei principale se află încuietoarea cu cheie masivă și cu șild din fier forjat în trei straturi, prevăzut cu cuie decorative. Sub șild se află o aplică trapezoidală, pe care s-a forja în relief inscripția: "1851 D.S.". În interiorul capacului există aceleași inițiale, D.S. | Muzeul Județean, Satu | Cimec    |
|      | Ladă | Datare: 1803 Școală: Local Dimensiuni: L: 63; LA: 37; I: 35,5 Material: lemn; metal; tuș | Lada are forma unui paralelipiped dreptunghic, cu fețe sinusoidale. Este realizată din lemn de brad, cu profilele coroanei și ale tălpii confecționate din lemn de stejar furniruit cu nuc. Lipsește încuietoarea, șildul, iar cele două mânere aflate pe laturile scurte ale dreptunghiului au fost realizate din fier forjat. În interior, pe partea stângă există un mic sertar. Pe fața principală este inscripționată cu tuș data fabricației (1803). | Muzeul Județean, Satu | Cimec    |
|      | Lada Breslei cizmarilor | Datare: 1773 Școală: Local Dimensiuni: L: 62; LA: 40; I: 42,5 Material: lemn; tempera | Lada are forma unui paralelipiped dreptunghic, cu laturile sinusoidale, din lemn de brad. Părțile masive (talpa, coroana) sunt prevăzute cu profile din lemn de stejar. Pe fețele lăzii au fost gravate chenare duble, care urmează forma sinusoidală a acestora. Pe partea din fața este gravat anul fabricației: 1773. Lipsesc toate piesele din metal (mânere, balamale, șilduri). Pe două dintre fețele paralelipipedului există o inscripție indescifrabilă, pictată cu tempera, ulterior realizării decorului gravat. | Muzeul Județean, Satu | Cimec    |
|      | Lada Asociației Agricultorilor din Satu Mare                                                                                             | Datare: 1792 Școală: Local Dimensiuni: L: 63; LA: 37; I: 35,5 Material: lemn; metal; tempera | Lada are formă de paralelipiped dreptunghic, este confecționată din lemn de brad, cu rama capacului din lemn de fag. Este vopsită în totalitate cu vopsea de ulei de culoare neagră. Este prevăzută cu o încuietoare metalică, reînnoită. În interior, pe partea stângă, există un sertar pentru păstrarea actelor. În interiorul capacului vopsit cu tempera verde este localizată inscripția realizată cu tempera galben. | Muzeul Județean, Satu | Cimec    |
|      | Ladă | Datare: 1794 Școală: Local Dimensiuni: L: 67; LA: 42; I: 45 Material: lemn; fier; alamă | Lada are formă de paralelipiped dreptunghic, cu laturile sinusoidale. Este realizată din lemn de brad, iar profilatura tălpii și a coroanei din lemn de tei. Este furniruită cu nuc. Pe una dintre laturile mari ale paralelipipedului există un ornament de tip ramă, realizat cu furnir de lămâi și abanos. În ramă este încadrată data fabricației, 1794, din fileu de alamă. Pe partea opusă, într-un ornament de același tip, sunt reprezentate simbolurile breslei fierarilor (două chei și un ciocan) și ale breslei tâmplarilor (rindea și compas). Șildurile sunt fabricate manual, sub formă de frunză de acant. Pe laturile scurte ale paralelipipedului este prevăzută cu două mânere din fier forjat. În interior, pe lateral există un sertăraș pentru acte. Pe capac există un sertar secret, cu încuietoare cu cheie, decorată cu o frunză de acant. | Muzeul Județean, Satu | Cimec    |
|      | Ladă | Datare: 1770 Școală: Local Dimensiuni: L: 63; LA: 34; I: 44 Material: lemn; fier; alamă | Lada are formă de paralelipiped dreptunghic, cu laturile sinusoidale. Este realizată din lemn de brad, iar profilele sunt confecționate din lemn de tei. Intarsiile sunt realizate din lemn de nuc, mahon și lămâi. Pe una dintre laturile mari ale paralelipipedului este inscripționat prin intarsie anul fabricației, 1770. Pe partea opusă sunt reprezentate simbolurile breslei fierarilor (două chei și un ciocan) și ale breslei tâmplarilor (rindea și compas). Șildurile și mânerele situate pe laturile scurte ale paralelipipedului sunt confecționate din alamă. Are o încuietoare pe lateral și una în interiorul capacului, care deschide sertărașul secret din capac. În interior, pe lateral există un sertăraș pentru acte. | Muzeul Județean, Satu | Cimec    |
|      | Lada Breslei tăbăcarilor | Datare: A doua jumătate a sec. al XVIII-lea Școală: Local Dimensiuni: L: 69; LA: 39; I: 42 Material: lemn; fier; cupru                                                                                 | Lada are formă de paralelipiped dreptunghic, cu laturile drepte. Este realizată din lemn de brad, cu profile din lemn de stejar. Fețele lungi sunt casetate cu aplici pătrate. În centrul laturii principale se află o încuietoare din fier forjat, cu șild din cupru, decorat cu motive vegetale și florale. Colțurile care mărginesc fața principală sunt gravate cu un motiv de tip funie. Balamalele și cele două mânere situate pe laturile scurte ale paralelipipedului sunt confecționate din fier forjat. Capacul este prevăzut cu un sertăraș secret, mărginit de profile decorative. | Muzeul Județean, Satu | Cimec    |
|      | Lada Breslei Tâmplarilor | Datare: 1821 Școală: Local Dimensiuni: L: 48; LA: 48,5; I: 98 Material: lemn; fier; cupru | Dulapul este format din două corpuri, o ladă de breaslă detașabilă și un suport-dulap de mai mici dimensiuni. Lada detașabilă are formă de paralelipiped dreptunghic, realizată din lemn de brad, iar în partea superioară și inferioară profilaturile sunt confecționate din lemn masiv de nuc. Pe una dintre laturile lungi lada este prevăzută cu o ușă și două încuietori cu șild din cupru. Sub încuietori este realizat prin intarsie cu furnir de lămâi simbolul breslei tâmplarilor (rindea și compas). În centrul capacului se află un sertăraș secret, furniruit cu nuc. Pe fațada sertarului este realizată prin intarsie cu furnir de lămâi o inscripție cu data fabricației, 1821. Pe laturile scurte există două mânere laterale din fier forjat. Dulapul-suport este realizat din lemn de brad, cu părțile masive (talpa și coroana) din lemn de nuc și mahon, furniruit cu nuc. Este prevăzut cu o încuietoare cu cheie și șild de cupru. Raftul compartimentează spațiul interior în două părți, pe orizontală. | Muzeul Județean, Satu | Cimec    |
|      | Convocator aparținând Breslei agricultorilor                                                                                             | Datare: A doua jumătate a sec. al XIX-lea Școală: Local Dimensiuni: L: 62; LA: 7 Material: lemn; hârtie                                                                                                | Confecționat din lemn, are formă de prismă triunghiulară. În partea superioară are un element decorativ, efectuat prin strunjire, iar în partea inferioară un mâner rotunjit cu orificiu transversal. Are 3 fețe și 3 muchi. Hârtia conținând textul este lipită pe lemn. A fost restaurat în anul 1999, nu prezintă restaurări anterioare. | Muzeul Județean, Satu | Cimec    |
|      | Convocator aparținând Asociației Agricultorilor din Satu Mare Autor: Osvathy Ferencz                                                     | Datare: 1 februarie 1869 Școală: Local Dimensiuni: L: 42; LA: 5 Material: lemn; hârtie | Confecționat din lemn de tei, în formă triunghiulară, prezintă în partea superioară un element decorativ efectuat prin strunjire, iar în partea superioară un măner rotunjit, cu orificiu transversal. Pe fețe este aplicată hârtie în două straturi. Pe fața 1 și 2 hârtia acoperă totalul suparafeței, care este încadrată cu un chenar format din două linii, iar pe fața a treia hârtia ocupă numai ¼ din suparafață. A fost restaurat în anul 1996, nu prezintă restaurări anterioare. | Muzeul Județean, Satu | Cimec    |